# کیم کوک هیانگ
کیم کوک هیانگ (زاده 20 مارس 1993) یک زن وزنه بردار کره شمالی است که موفق به کسب مدال نقره در مسابقات قهرمانی آسیا ۲۰۱۵ در رده وزنی +۷۵ کیلوگرم شد.